# Hans Georg Dehmelt
Hans Georg Dehmelt (Görlitz, Alemania, 9 de septiembre de 1922-Seattle, Estados Unidos, 7 de marzo de 2017) fue un físico alemán-estadounidense, quien codesarrolló la trampa de iones. Recibió, junto con Wolfgang Paul, el Premio Nobel de Física en 1989 por su trabajo acerca de la trampa de iones.

## Biografía
A la edad de diez años inició sus estudios en el Gymnasium en Grauen Kloster, una escuela de latín ubicada en Berlín. Después de su graduación en 1940, se enroló de manera voluntaria en el ejército alemán. En 1943 el ejército le ordenó entrar a la Universidad de Breslau para estudiar física. Durante la Batalla de las Ardenas fue hecho prisionero.
En 1946 fue liberado de un campo de prisioneros estadounidenses y regresó a estudiar a la Universidad de Göttingen. Completó su tesis doctoral en 1948, y recibió su grado en 1950 de la Universidad de Göttingen. Fue invitado a la Universidad de Duke para realizar una estancia postdoctoral, emigrando así de Alemania en 1952.
En 1955 se convirtió en profesor asistente en la Universidad de Washington en Seattle, Washington. Continuó como profesor asociado en 1958 y como profesor de tiempo completo en 1961 en la misma institución. Se retiró de la Universidad en octubre de 2002.
Se casó con Irmgard Lassow, ahora fallecida, y la pareja tuvo un hijo llamado Gerd. Después el Dr. Dehmelt se casó con Diana Dundore, una médica practicante.

## Trayectoria
Especializado en el estudio de los componentes primarios de la materia, Hans G. Dehmelt centró sus estudios en los métodos de aislamiento de iones y logró, por el enfriamiento o reducción de la energía de electrones y iones atrapados, incrementar la precisión de las mediciones de las frecuencias atómicas y de las transacciones entre niveles de energía atómica.
En 1973, Dehmelt consiguió aislar un electrón, lo estudió en profundidad y realizó medidas de gran precisión sobre sus propiedades. El gran avance radicó en que, hasta entonces, todas las medidas clásicas procedían de datos obtenidos sobre millones de electrones a la vez, por lo que sólo se podía hablar de estimaciones obtenidas haciendo promedios. En 1975, logró enfriar las partículas reduciendo su energía para medirlas con mayor precisión. Dichas medidas hacen referencia a frecuencias (saltos cuánticos), y al momento magnético del electrón, una medida de precisión transcendental para poner a prueba determinadas teorías sobre electrónica cuántica. De esta forma, en 1986 consiguió detectar un solo salto cuántico (es decir, una transición del nivel de excitación) en un ion de bario aislado en una trampa electromagnética. Tres años después, Dehmelt concluyó que el electrón y el positrón poseen exactamente el mismo momento magnético y, además, como resultado de sus trabajos de medición, estableció un valor más preciso para el radio del electrón en 10-22 metros, es decir, 1.000 veces menos que el límite superior calculado anteriormente por medio de los aceleradores de partículas.
En 1989, recibió el Premio Nobel de Física, que compartió con los estadounidenses Norman Foster Ramsey y Wolfgang Paul por la suma de sus aportaciones a la microfísica moderna.

## Premios y honores
- Premio Davisson-Germer (1970)[4]
- Premio Rumford (1985)[4]
- Premio Nobel de Física (1989)[2][4][6]
- National Medal of Science (1995)[7]